# 瓦比申

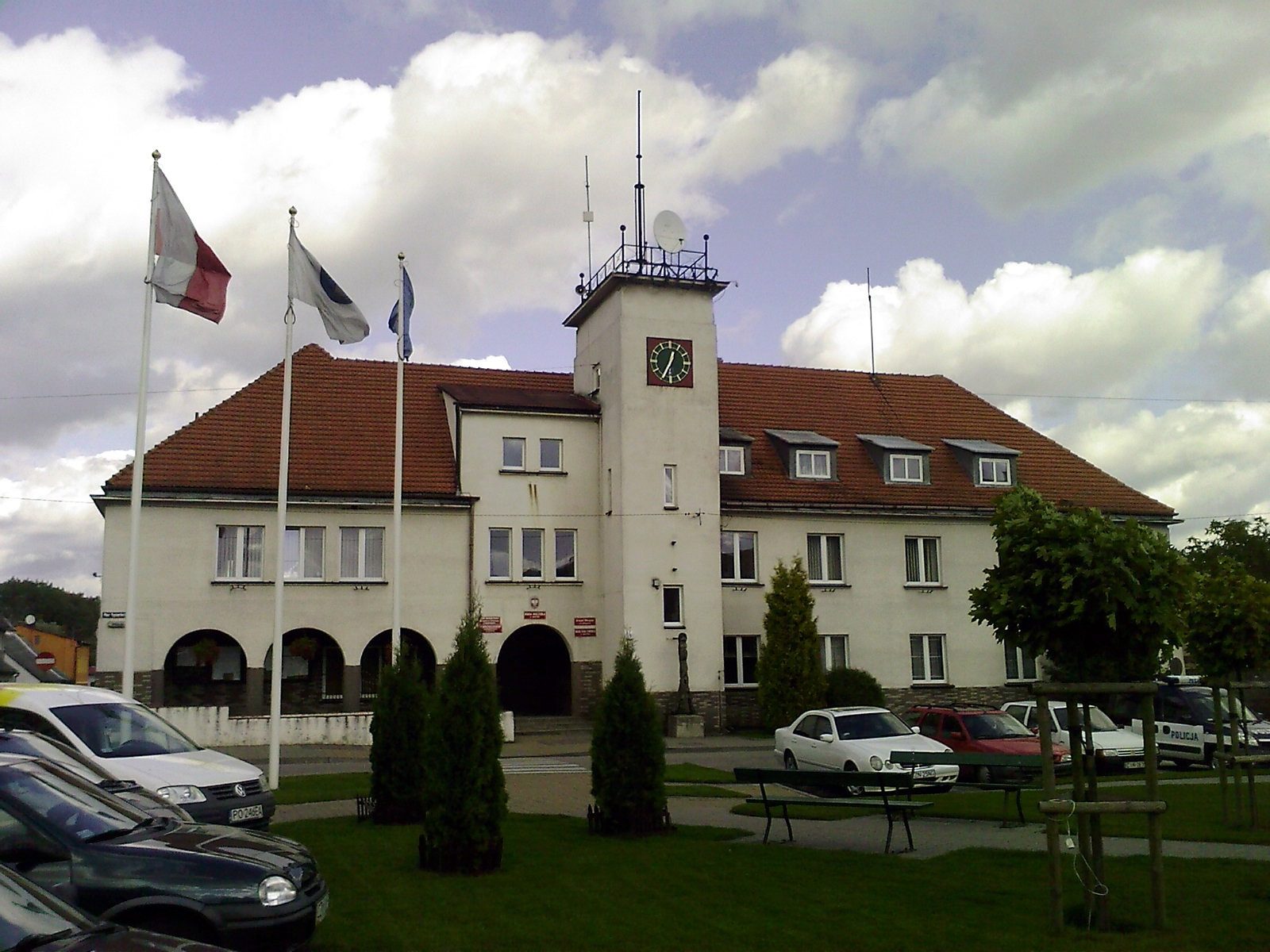

瓦比申是波蘭的城鎮，位於該國北部諾泰奇河畔，由庫亞維-波美拉尼亞省負責管轄，面積2.89平方公里，每年平均降雨量少於500毫米，2006年人口4,473。

## 外部連結
- Town website （页面存档备份，存于）

52°57′N 17°56′E / 52.950°N 17.933°E